# Adolphe Laimé
Adolphe Venceslas Laimé est un homme politique français né le 14 mars 1797 (24 ventôse de l'an V) à Nantes (Loire-Atlantique) et mort le 4 juin 1856 à Quimper (Finistère).

## Biographie
Juge au tribunal de Quimper sous la Restauration, il démissionne en 1830. Il est député du Finistère de 1849 à 1851, siégeant à droite avec les monarchistes.

## Sources
- « Adolphe Laimé », dans Adolphe Robert et Gaston Cougny, Dictionnaire des parlementaires français, Edgar Bourloton, 1889-1891 [détail de l’édition]